# Tordenc fosc
El tordenc fosc (Turdoides tenebrosa) és un ocell de la família dels leiotríquids (Leiothrichidae).

## Hàbitat i distribució
Habita garrigues i matolls al nord-est de la República Democràtica del Congo, Uganda i Sudan del Sud fins al sud-oest d'Etiòpia.